# ذي البرح (تعز)
ذي البرح هي إحدى قرى الجمهورية اليمنية وهي تتبع إداريًا لمديرية صبر الموادم في محافظة تعز. بلغ تعداد سكانها 2824 نسمة حسب الإحصاء الذي أجري عام 2004.